# Гайтанжи Антон Олексійович
Анто́н Олексі́йович Гайтанжи́ — старший лейтенант Збройних сил України.

## Короткий життєпис
Походить з родини військовика. 1992 року переїхали до Мукачевого, там Антон закінчив школу. 2004 року вступив до Харківського танкового училища. Направлений служити в Ужгородський танковий батальйон, 2012-го переведений до піхоти.
Брав участь у боях за Дебальцеве від листопада 2014 до зими 2015 року. 15-й батальйон розташовувався в селі Нікішине з 22 січня по 18 лютого 2015-го. 3 лютого був поранений при черговому обстрілі, вчиненому терористами, його з побратимом викинуло із сторожової вежі вибуховою хвилею.

## Нагороди
За особисту мужність і героїзм, виявлені у захисті державного суверенітету та територіальної цілісності України, вірність військовій присязі під час російсько-української війни
- нагороджений орденом «За мужність» III ступеня (26.2.2015).